# Cladochaeta adumbrata
Cladochaeta adumbrata är en tvåvingeart som först beskrevs av Oswald Duda 1925.  Cladochaeta adumbrata ingår i släktet Cladochaeta och familjen daggflugor. Inga underarter finns listade i Catalogue of Life.